# Regiunea Crișana

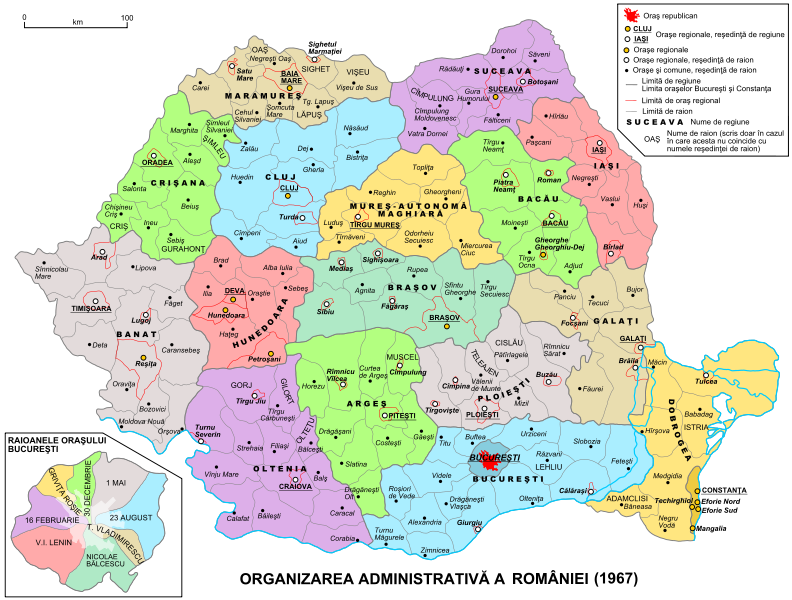
Regiunea Crișana în cadrul împărţirii administrative a României (1960-1968)

Regiunea Crișana a fost o diviziune administrativ-teritorială situată în zona de nord-vest a Republicii Populare Române, înființată în anul 1960 (când a fost desființată regiunea Oradea) și care a existat până în anul 1968, atunci când regiunile au fost desființate. 

## Istoric
Reședința regiunii a fost la Oradea, iar teritoriul său cuprindea o suprafață similară cu cea a actualului Bihor. 

## Vecinii regiunii Crișana
Regiunea Crișana se învecina:
- (1960 - 1968): la est cu regiunea Cluj, la sud cu regiunile Banat și Hunedoara, la vest cu Republica Populară Ungară, iar la nord cu regiunea Baia Mare.

## Raioanele regiunii Crișana
Regiunea Crișana cuprindea următoarele raioane: 
- 1960–1968: Aleșd, Beiuș, Criș, Gurahonț, Ineu, Lunca Vașcăului (Dr. Petru Groza), Marghita, Oradea, Salonta, Săcuieni, Șimleu.